# Лопья (приток Вишеры)
Лопья — река в России, протекает по Пермском крае по территории Красновишерского района. Устье реки находится в 370 км от устья Вишеры по правому берегу. Исток в Троицко-Печорскому району Республике Коми. Длина реки составляет 34 км.

## Физико-географическая характеристика
Река берёт начало из родника на северных склонах горы Алыспумнчахль (1031 м НУМ, хребет Яныёмки, Северный Урал). Исток находится на территории Республики Коми близ границы с Пермским краем, куда река перетекает вскоре после истока. Некоторое время Лопья образует границу регионов. Генеральное направление течения — юго-запад, затем юг. Лопья течёт по ненаселённой местности, петляя среди холмов отрогов Северного Урала, покрытых таёжным лесом. Всё течение проходит по территории заповедника Вишерский и имеет горный характер. Скорость течения в верховьях — 1,3-1,4 м/с, ближе к устью уменьшается до 1 м/с. В Лопью впадает целый ряд притоков, но все они безымянны. Ширина реки в нижнем течении около 15 метров.

## Данные водного реестра
По данным государственного водного реестра России относится к Камскому бассейновому округу. Водохозяйственный участок реки — Кама от водомерного поста у села Бондюг до города Березники. Речной подбассейн реки — бассейны притоков Камы до впадения Белой. Речной бассейн реки — Кама.
Код объекта в государственном водном реестре — 10010100212111100004129.